# FC Edmonton
FC Edmonton er en canadisk professionel fodboldklub der til dagligt spiller i Premier League. Før den Canadiske Premier League blev grundlagt spillede FC Edmonton i North American Soccer League.